# Plebeia minima
Plebeia minima  (лат.) — вид безжальных пчёл (Meliponini) из подсемейства Apinae. Южная Америка. Самый мелкий вид пчёл мировой фауны, длина тела равна 2 мм. Семьи немногочисленные, рабочие особи, несмотря на свой карликовый размер, ведут себя агрессивно, если потревожить гнездо.
Встречаются на мелких цветках или на растениях с узкими и длинными венчиками (Orthosiphon grandflorus, Labiatae и других). Plebeia minima строят свои гнезда в трещинах на стволах колючих пальм (Bactris и Astrocaryum), иногда в небольших скоплениях.
Первоначально таксон был описан в 1893 году в составе рода Trigona под названием Trigona minima Gribodo, G., 1893.

## Распространение
Неотропика: Боливия, Бразилия (Acre, Amapá, Amazonas, Maranhão, Mato Grosso, Pará), Перу (San Martín, Ucayali), Суринам.